# Phasis labuschagnei
Phasis labuschagnei är en fjärilsart som beskrevs av Van Son 1959. Phasis labuschagnei ingår i släktet Phasis och familjen juvelvingar. Inga underarter finns listade i Catalogue of Life.